# Fonds de développement des filières cacao et café du Cameroun
 (février 2021).
Le Fonds de Développement des filières Cacao et Café (FODECC) est la banque du cacao et du café camerounais. Elle apporte aux parties prenantes du secteur la garantie d’un suivi régulier du fonctionnement des filières afin de prévenir toute dérive et d’assurer le bon déroulement du plan de relance et de développement décidé à cet effet,,,.

## Histoire
Le FODECC a été créé par décret N° 2006/085 du 09 mars 2006 à Yaoundé.

### Contexte
Pendant un demi-siècle environ, après les indépendances, le cacao, avec le café est une source de devises et est un des moteurs de l’économie camerounaise; bien plus que le pétrole et le bois.
Malgré la progression de ces derniers, le cacao et le café restent stratégiques pour la croissance du pays, autant que le coton, car le bois et pétrole déclinent avec l’exploitation.
Le FODECC participe du désir de trouver une source de financement pérenne qui ne pèse pas sur le budget du pays.
Sa principale raison d’être est d’assouplir le contrôle de l’Etat dans la régulation des marchés du cacao et du café, pour laisser plus de place à l’initiative privée, selon les exigences de la loi N° 95/11 du 27 juillet 1995 portant organisation du commerce du cacao et du café, modifiée et complétée par la loi N° 2004/025 du 30 décembre 2004.

## Organisation et fonctionnement
Le FODECC est un établissement public administratif.
Ses ressources viennent de redevances tirées des exportations du cacao et du café.
Sous tutelle des ministères chargés de la recherche, de l’agriculture, de la transformation et de la commercialisation du cacao et du café, ainsi que de celui des finances, le FODECC est administré par un Comité de gestion dont la composition relève de l’Arrêté ministériel n° 0022/MINCOMMERCE/CAB du 11 mai 2016.
Composée d’une soixantaine de professionnels, l’équipe du FODECC est organisée en services administratifs et comptables, services techniques et de contrôle..
Composée d’une soixantaine de professionnels, l’équipe du FODECC est organisée en services administratifs et comptables, services techniques et de contrôle,.

## Administration
Les administrateurs du FODECC :
- Jean Marc Oyono (2006-2015) ;
- Jean Marie Ndengoué (2015) ;
- Dieudonné Ond Ond (2015-2016) ;

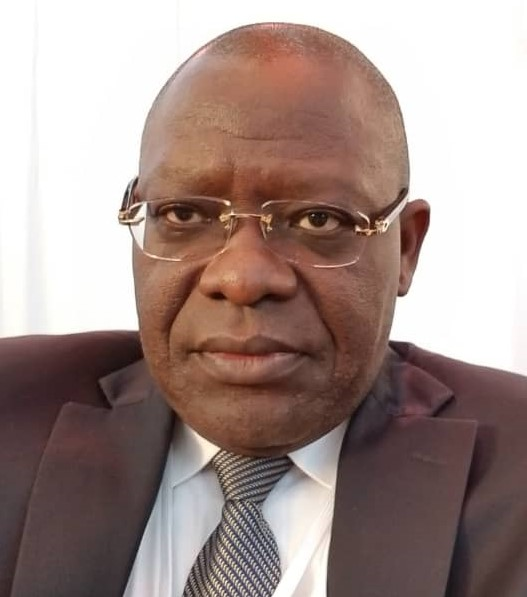
Samuel Donatien Nengue, Administrateur du FODECC depuis novembre 2016

- Samuel Donatien Nengue depuis le 17 novembre 2016. Il a été au Fonds Routier du Cameroun et est spécialisé dans le conseil juridique et gestion, le redressement des entreprises et les opérations d’adressage urbain.